# Моррісон (Міссурі)
Моррісон (англ. Morrison) — місто (англ. city) в США, в окрузі Ґасконейд штату Міссурі. Населення — 93 особи (2020).

## Географія
Моррісон розташований за координатами 38°40′12″ пн. ш. 91°37′57″ зх. д. / 38.67000° пн. ш. 91.63250° зх. д. (38.670050, -91.632484).  За даними Бюро перепису населення США в 2010 році місто мало площу 1,18 км², з яких 1,17 км² — суходіл та 0,00 км² — водойми.

## Демографія
Згідно з переписом 2010 року, у місті мешкало 139 осіб у 52 домогосподарствах у складі 34 родин. Густота населення становила 118 осіб/км².  Було 72 помешкання (61/км²).
Расовий склад населення:
| - 100,0 % — білих |

До двох чи більше рас належало 0,0 %. Частка іспаномовних становила 1,4 % від усіх жителів.
За віковим діапазоном населення розподілялося таким чином: 29,5 % — особи молодші 18 років, 57,6 % — особи у віці 18—64 років, 12,9 % — особи у віці 65 років та старші. Медіана віку мешканця становила 39,5 року. На 100 осіб жіночої статі у місті припадало 107,5 чоловіків;  на 100 жінок у віці від 18 років та старших — 96,0 чоловіків також старших 18 років.
Середній дохід на одне домашнє господарство  становив 38 231 долар США (медіана — 35 000), а середній дохід на одну сім'ю — 54 758 доларів (медіана — 53 500). За межею бідності перебувало 23,1 % осіб, у тому числі 11,1 % дітей у віці до 18 років та 35,7 % осіб у віці 65 років та старших.
Цивільне працевлаштоване населення становило 46 осіб. Основні галузі зайнятості: освіта, охорона здоров'я та соціальна допомога — 30,4 %, будівництво — 17,4 %, транспорт — 13,0 %, виробництво — 13,0 %.